# Clorur de dioxigen
El clorur de dioxigen (antigament diòxid de clor) és un compost químic binari format per clor i oxigen, que té la fórmula química {\displaystyle {\ce {O2Cl}}}. És un gas groguenc que cristal·litza en cristalls de color taronja brillant a la temperatura de −59 °C. És un dels diversos òxids de clor, és un agent oxidant potent que s'empra per blanquejar paper, i també és un excel·lent bactericida, viricida, esporicida i algicida, que s'empra per desinfectar l'aigua i inhibir el creixement d'algues.

## Història
El clorur de dioxigen fou sintetitzat per primer cop el 1811 pel químic anglès Humprhy Davy (1778-1829) en fer reaccionar clorat de potassi {\displaystyle {\ce {KClO3}}} amb àcid clorhídric {\displaystyle {\ce {HCl(aq)}}}. En les investigacions posteriors descobrí les seves propietats d'oxidant i de blanquejant. Durant la dècada del 1930 l'empresa nord-americana Mathieson Alkali Works desenvolupà el primer procediment industrial per a la seva obtenció a partir de clorat de sodi {\displaystyle {\ce {NaClO3}}}. El 1939 s'obtingué a partir de clorit de sodi {\displaystyle {\ce {NaClO2}}}. El 1944 fou emprat per primera vegada a l'estat de Nova York per controlar el gust i l'olor en les plantes de tractament d'aigua per part de la companyia Niagara Falls. El seu ús s'entengué en les dècades següents.

## Estructura

Estructura de la molècula O2Cl
amb els enllaços σ i π, i amb la longitud d'enllaç i l'angle d'enllaç

La molècula de clorur de dioxigen, que es compon d'un àtom de clor i dos àtoms d'oxigen, és una molècula amb el clor amb un estat d'oxidació +4, força rar pel clor. Conté un nombre imparell d'electrons, 19, en les capes de valència dels seus àtoms, per la qual cosa és un radical químic. L'estructura es pot deduir aplicant la teoria RPECV promocionant dos electrons 3p a orbitals 3d. D'aquesta manera el clor queda amb una estructura electrònica 3s²3p33d², que li permet formar cinc enllaços en lloc d'un únic. La compartició de dos electrons de cada oxigen permet formar dos enllaços σ i dos enllaços π. Resta un parell d'electrons no enllaçant i un electró desaparellat. Enllaços σ i electrons que no formen enllaç es distribueixen segons els vèrtexs d'un tetraedre. La geometria de la molècula resulta angular, amb una longitud dels dos enllaços {\displaystyle {\ce {Cl-O}}} és de 147-148 pm, i un angle {\displaystyle {\ce {O-Cl-O}}} de 117,6°. La molècula es pot representar també amb les següents dues estructures de ressonància:

Les dues estructures de ressonància

## Propietats

### Propietats físiques
El clorur de dioxigen és un gas a temperatura ambient. El seu punt d'ebullició és d'11 °C i el seu punt de fusió –59 °C. En estat líquid, a 0 °C, la seva densitat és superior a la de l'aigua, 1,6 g/cm³. En estat gasos el seu color és marró groguenc i presenta una lleugera olor a clor; en estat líquid és de color marró vermellós i en estat sòlid vermell groguenc. És prou soluble en aigua (0,8 g en 100 ml d'aigua a 20 °C), més que el clor o l'ozó. En dissolució no es dissocia i dona dissolucions àcides (pH 5 o inferior). És inestable a la llum; estable en foscor si és pur, però els clorurs catalitzen la seva descomposició fins i tot a la foscor. Les solucions en aigua pura es poden mantenir durant mesos en contenidors tancats.
La molècula de diòxid de clor que conté 19 electrons a les capes de valència dels seus àtoms, d'acord amb la regla de l'octet de Lewis per a molècules amb un nombre imparell d'electrons, ha de tenir propietats paramagnètiques. En estat gasós, el diòxid de clor és altament inestable i es descompon si la seva presència a l'aire arriba a concentracions superiors al 10 % en volum.

### Propietats químiques
El clorur de dioxigen en estat gasós es descompon violentament en clor {\displaystyle {\ce {Cl2}}} i oxigen {\displaystyle {\ce {O2}}} quan la seva concentració en aire supera el 10 % en volum, a pressió atmosfèrica i per efecte de la llum (absorbeix llum de longitud d'ona 365 nm) o de la calor. La reacció que té lloc és la següent, amb despreniment de 196,4 kJ/mol:
{\displaystyle {\ce {2O2Cl -> Cl2 + 2 O2}}}

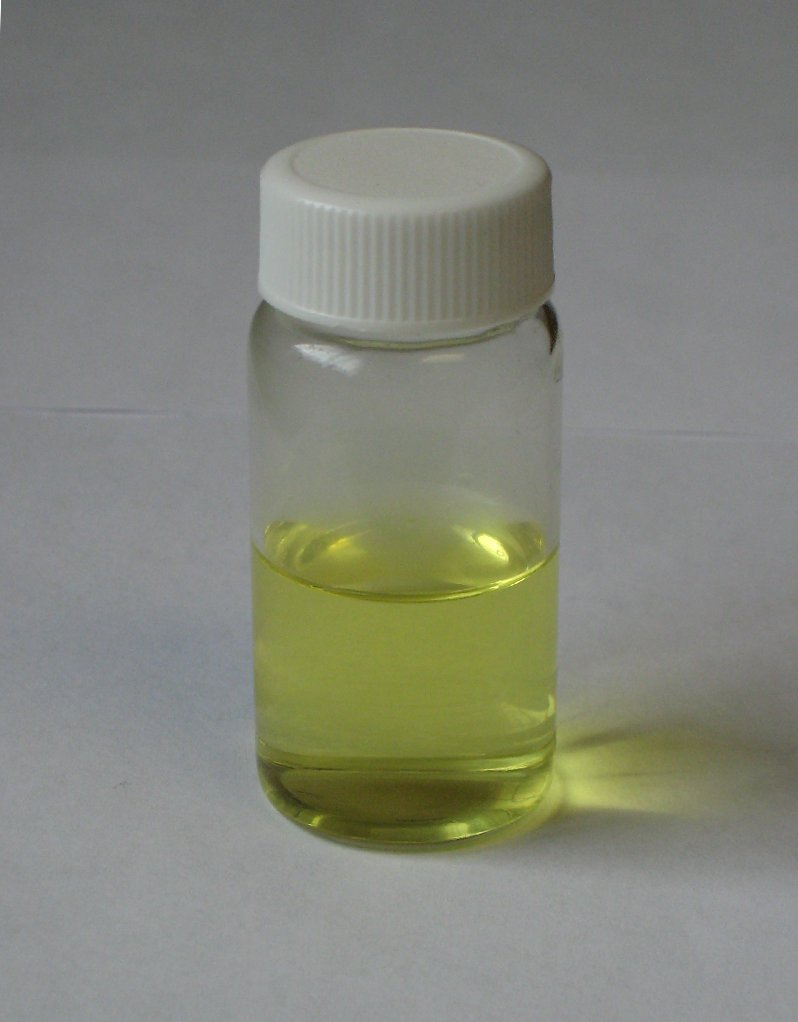
Dissolució de clorur de dioxigen

En dissolució aquosa reacciona amb l'aigua que el dissol, per donar àcid clorós {\displaystyle {\ce {HClO2}}} i àcid clòric {\displaystyle {\ce {HClO3}}}:
{\displaystyle {\ce {O2Cl + H2O <=> HClO2 + HClO3}}}
Aquest equilibri químic està desplaçat cap a l'esquerra, ja que la constant d'equilibri val 1,2 × 10–7 a 20 °C, per la qual cosa hom pot assumir que a la pràctica el clorur de dioxigen està dissolt en estat molecular. En dissolucions bàsiques es produeix l'equilibri químic:
{\displaystyle {\ce {2ClO2 + 2OH- <=> ClO2- + ClO3- + H2O}}}

#### Propietats oxidants
El potencial estàndard de reducció {\displaystyle {\ce {O2Cl/ClO2-}}} val 0,95 V. Permet oxidar cations de metalls com ara {\displaystyle {\ce {Fe^{2+}}}} i {\displaystyle {\ce {Mn^{2+}}}}, presents en aigües a les quals donen mala olor. Els clorurs i els bromurs no són oxidats pel clorur de dioxigen, però els iodurs sí que ho són a iode {\displaystyle {\ce {I2}}} reduint-se el clorur de dioxigen a anió clorit {\displaystyle {\ce {ClO2-}}}:
{\displaystyle {\ce {2ClO2 + 2I- -> I2 + 2ClO2-}}}
Oxida els cianurs {\displaystyle {\ce {CN-}}} en medi bàsic a cianats {\displaystyle {\ce {NCO-}}}:
{\displaystyle {\ce {CN- + 2ClO2 + 2OH- -> NCO- + 2ClO2- + H2O}}}També oxida els nitrits {\displaystyle {\ce {NO2-}}} a nitrats {\displaystyle {\ce {NO3-}}} i els sulfurs {\displaystyle {\ce {S^2-}}} a sulfats {\displaystyle {\ce {SO4^2-}}}:
{\displaystyle {\ce {2ClO2 + NO2- + H2O -> 2ClO2- + 2H+ + NO3-}}}{\displaystyle {\ce {2ClO2 + 2 S^2- -> 2Cl- + SO4^2- + S}}}

## Obtenció
El clorur de dioxigen és un compost químic que es pot descompondre de manera extremadament violenta. Per aquesta raó no se'l pot liquar ni transportar, i els mètodes preferits per a preparar-lo són els que no impliquin passar per la fase gasosa per a produir dissolucions. Hi ha diferents mètodes per preparar clorur de dioxigen, que parteixen de clorat de sodi {\displaystyle {\ce {NaClO3}}} o de clorit de sodi {\displaystyle {\ce {NaClO2}}}.

### A partir de clorat de sodi
En condicions àcides, el clorat de sodi {\displaystyle {\ce {NaClO3}}} es descompon constantment en clorur de dioxigen, clor {\displaystyle {\ce {Cl2}}} i anió clorur {\displaystyle {\ce {Cl-}}}. Hi ha dos processos emprats actualment, un utilitza l'àcid clorhídric {\displaystyle {\ce {HCl(aq)}}}, i l'altre l'àcid sulfúric {\displaystyle {\ce {H2SO4}}}.

#### Per reacció amb àcid clorhídric
{\displaystyle {\ce {2NaClO3 + 4HCl -> 2ClO2 + Cl2 + 2 NaCl + 2H2O}}}

#### Per reacció amb àcid sulfúric
{\displaystyle {\ce {2NaClO3 + H2SO4 + SO2 -> 2ClO2 + 2NaHSO4}}}
A aquesta reacció principal l'acompanya la reacció secundària que produeix clor:
{\displaystyle {\ce {2NaClO3 + 5SO2 + 4H2O -> Cl2 + 2NaHSO4 +3H2SO4}}}

### A partir de clorit de sodi

#### Per reacció amb clor
En aquest mètode s'empren clor o hipoclorit de sodi {\displaystyle {\ce {NaClO}}} com oxidants del clorit de sodi {\displaystyle {\ce {NaClO2}}}. És el mètode emprat en el tractament de l'aigua potable, ja que l'operació i el seu control són senzills. La reacció que té lloc és:
{\displaystyle {\ce {Cl2 + 2NaClO2 -> 2ClO2 + 2NaCl}}}
Si no es disposa de clor, es pot generar in situ fent reaccionar hipoclorit de sodi amb àcid clorhídric. La reacció és:
{\displaystyle {\ce {2NaClO2 + HClO + HCl-> 2ClO2 + 2NaCl + H2O}}}

#### Per reacció amb àcid clorhídric
La preparació del diòxid de clor es pot dur a terme mitjançant l'acidificació del clorit d'acord amb la reacció:
{\displaystyle {\ce {5NaClO2 + 4HCl -> 4ClO2 + 5NaCl + 2H2O}}}

#### Per reacció amb persulfat
La reacció és:
{\displaystyle {\ce {2NaClO2 + Na2S2O8 -> 2ClO2 + 2Na2SO4}}}

### Per electròlisi
El mètode d'electròlisi utilitza clorat de sodi o clorur de sodi com a matèries primeres per preparar {\displaystyle {\ce {O2Cl}}} mitjançant la tècnica d'electròlisi del diafragma. L'electròlit utilitzat pot ser una dissolució de clorur de sodi, d'un clorit o d'un clorat. En el procés d'electròlisi, es produeix una dissolució d'hidròxid de sodi {\displaystyle {\ce {NaOH}}} i hidrogen {\displaystyle {\ce {H2}}} al càtode i, en funció del compost de partida, una barreja de {\displaystyle {\ce {O2Cl}}}, clor {\displaystyle {\ce {Cl2}}}, peròxid d'hidrogen {\displaystyle {\ce {H2O2}}} i ozó {\displaystyle {\ce {O3}}} a l'ànode. En el cas de l'electròlisi de clorit de sodi {\displaystyle {\ce {NaClO2}}} les reaccions que tenen lloc són:
- Ànode: {\displaystyle {\ce {ClO2- -> ClO2 + e-}}}
- Càtode: {\displaystyle {\ce {H2O + e- -> OH- + 1/2 H2}}}
- Reacció global: {\displaystyle {\ce {2NaClO2 + 2H2O -> 2ClO2 + 2NaOH + H2}}}[6]

## Aplicacions

### Tractament d'aigua potable

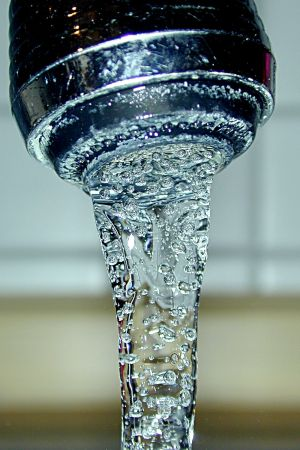
Aigua potable

El clorur de dioxigen s'empra àmpliament com a desinfectant de l'aigua potable, ja que destrueix els bacteris, els virus i alguns tipus de paràsits que poden causar malalties, com el Cryptosporidium parvum causant de la criptosporidiosi, i la Giardia lamblia, causant de la giardiosi. L'Agència de Protecció Ambiental dels Estats Units (EPA) regula que el clorur de dioxigen dissolt en l'aigua potable no pot tenir una concentració superior a 0,8 parts per milió (ppm).

### Desinfectant industrial
El clorur de dioxigen es pot utilitzar en l'aigua com un agent antimicrobià per al processament d'aus de corral i per rentar fruites i verdures. Als hospitals i altres entorns sanitaris, el clorur de dioxigen es fa servir per esterilitzar els equips mèdics i de laboratori, les superfícies, les habitacions i les eines. És segur i eficaç per eliminar els bacteris del gènere legionel·la en entorns hospitalaris, i entre ells el bacteri Legionella pneumophila que causa la legionel·losi, o malaltia del legionari, un tipus de pneumònia potencialment mortal.

### Blanqueig de la pasta de paper
L'objectiu de blanqueig de la pasta de paper és eliminar les impureses de la lignina de color fosc i d'aquesta manera aconseguir un paper més blanc. Els mètodes de blanqueig més utilitzats són el mètode lliure de clor elemental (EFC), que empra clorur de dioxigen, i el totalment lliure de clor (TCF) que empra oxigen, peròxid d'hidrogen, ozó i àcids peracètics.

## Seguretat
En la seva forma pura, el clorur de dioxigen és un gas perillós, però és improbable que les persones respirin aire que en contingui nivells perillosos, ja que no es produeix de manera natural en el medi ambient. Per als treballadors que fan servir clorur de dioxigen als Estats Units s'estableix un nivell d'exposició permissible de 0,1 ppm o 0,3 mg/m³ per als treballadors que utilitzen clorur de dioxigen a la indústria.